# Al-Qadr

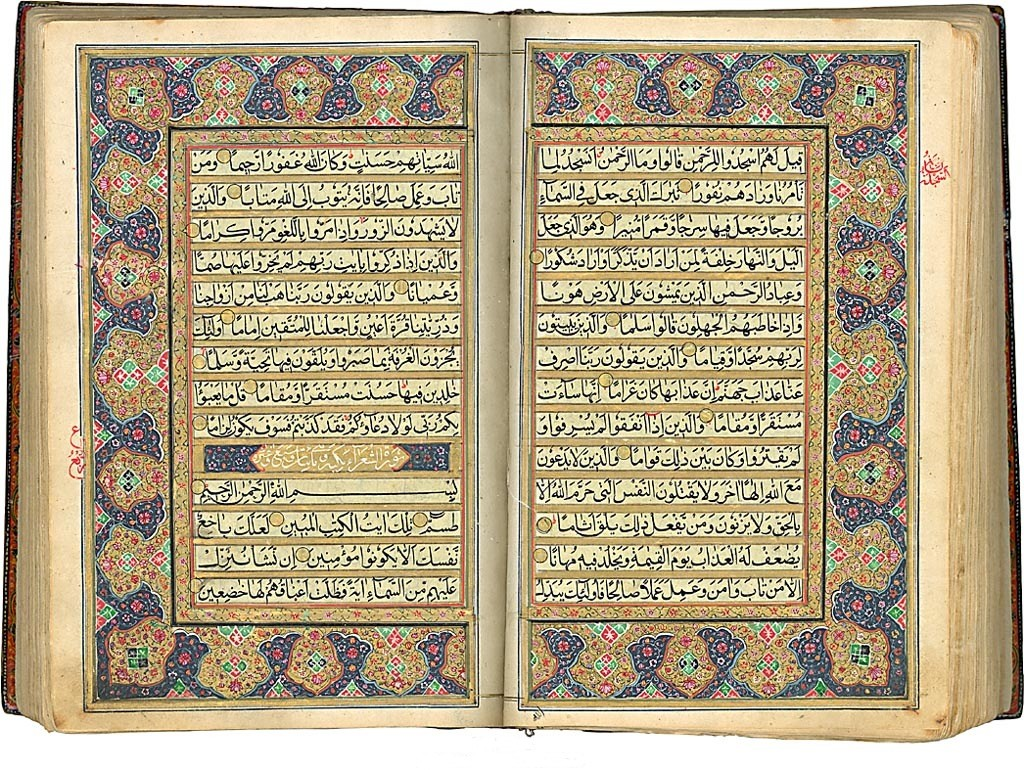
Under Laylat al-Qadr firar muslimer att Muhammed mottog den första uppenbarelsen av Koranen. Denna Koran är skriven med arabisk kalligrafi i naskhskrift, illuminerad och förgylld i Kashmir på 1700-talet.

al-Qadr (arabiska: سورة القدر) ("Allmaktens natt") är den nittiosjunde suran i Koranen med 5 verser (ayah). Den skall ha uppenbarats för den islamiske profeten Muhammed under dennes period i Mekka.
Suran beskriver Laylat al-Qadr, "Allmaktens natt", "Ödesnatten", "Kraftens natt" eller "Härlighetens natt", natten under månaden ramadan då den första uppenbarelsen sändes med ärkeängeln Jibril (Gabriel) till Muhammed. "Anden" som nämns i vers 4 tros vanligen syfta på Jibril. "Freden" tros vara "säkerheten då Shaytan (Iblis) inte kan göra något ont".
| ”                                     | SE, Vi har uppenbarat denna [heliga Skrift] under Allmaktens Natt. Och vad kan låta dig förstå vad Allmaktens Natt betyder Allmaktens Natt är mera värd än tusen månader, då stiger änglarnas härskaror och Anden ned med sin Herres tillstånd för [att utföra] alla [Hans] uppdrag. Den [Natten andas] fred till dess dagen gryr! | „ |
| – Koranens budskap, Al-Qadr, ayat 1-5 | |   |

## I shiaislam
Den nionde shiaimamen Jawad har sagt att Gud skapade Qadr-natten vid början av skapelsen av universum, och att Han skapade den första profeten och den första ställföreträdaren vid den natten. Han sa även att efter profeterna kommer även Guds bevis (hujja) att existera, eftersom universum från dess början till slut aldrig kommer att vara utan Guds bevis. Vid Qadr-natten sänder Gud ned öden och beslut till den person som Han har valt (Hans ställföreträdare och bevis). Han sa att Adam utsåg en efterträdare för sig själv innan sin död. Efter Adam skickades också gudomliga bud och beslut till alla profeter, och alla profeter skulle anförtro denna position till sin efterträdare. Enligt shiaislam kommer änglarna ned under Qadr-natten med Guds dekret om händelserna som kommer att äga rum under det året, från Gud till al-Qaim (Den som reser sig), Hans hujja.
Enligt shiitisk gnosis är "natten" i sura al-Qadr Fatima. Enligt en hadith från den sjätte shiaimamen al-Sadiq är "natten" i sura al-Qadr Fatima, och "Qadr" Gud. Han sa även att den som har förstått Fatima såsom hon har rätt att förstås, har därmed förstått Qadr-natten.